# Videograaf
Een videograaf is iemand die als amateur of beroepshalve films en foto's maakt met een video- en fotocamera.
Het woord videograaf is ontstaan als beroepsnaam voor iemand die zelfstandig filmopnames maakt en monteert tot een film. Videograaf komt anno 2018 nog niet voor in de Dikke van Dale of het Woordenboek der Nederlandsche Taal. In het Engels is het wel een erkende naam voor een beroep. Het achtervoegsel -graaf is vermoedelijk geleend van het woord fotograaf. Het woord videograaf is wel goedgekeurd door de Taalunie.
Een videograaf verschilt hierin van een cameraman, dat een cameraman voor diens beroep zich enkel bezighoudt met het bedienen van een filmcamera. Een videograaf is naast cameraman doorgaans ook editor, en verzorgt daarmee zelfstandig de volledige filmproductie. Door de aard van het beroep werkt een videograaf meestal als freelancer.
De videograaf is veelal actief bij kleinschalige evenementen of persoonlijke gebeurtenissen, zoals bruiloften, begrafenissen, jubilea, bedrijfsfeesten of vakbeurzen.

## Opleiding
Er is geen vakspecifieke opleiding voor videografie. Het beroep bestaat uit filmen en monteren; de opleidingen tot cameraman en editor aan de filmacademie zijn hiervoor de basis. Het beroep videograaf is niet als zodanig beschermd, iedereen kan het vrijuit beoefenen.